# Deux-Verges

Deux-Verges este o comună în departamentul Cantal, Franța. În 1 ianuarie 2022 avea o populație de 53 de locuitori.